# Василенко, Виктор Михайлович
Ви́ктор Миха́йлович Василе́нко (13 [26] февраля 1905, Холм, Псковская губерния — 28 октября 1991, Москва) — советский историк искусства; поэт. Доктор искусствоведения (1971), профессор (1974).

## Биография
Родился 13 (26) февраля 1905 года в потомственной военной семье, в г. Холм Псковской губернии. Оба его деда были генералами, прадед по отцовской линии — герой Плевны и Шипки.
Детство провёл в Санкт-Петербурге, с 1921 года жил в Москве. Под руководством А. В. Бакушинского учился на искусствоведческом отделении Московского университета (1926—1930), а также в Высших государственных художественно-технических мастерских (ВХУТЕМАС) (1929). Сотрудник НИИ кустарной и художественной промышленности (1932—1941).
С 1934 года преподавал в Художественно-промышленном училище, затем в Московском институте прикладного и декоративного искусства. В 1930-е годы участвовал в восстановлении и переориентации художественных промыслов Мстеры, Холуя, Федоскина, Городца, Хохломы, Холмогор, Тобольска. Участвовал в экспедициях по изучению народного искусства Азербайджана, Дагестана, Украины. С 1940 года — член Союза художников СССР.
С 1942 года преподавал в МГУ: читал лекции по народному и прикладному искусству; с 1946 года — доцент, с 1972 года профессор.
Был арестован, 24 августа 1947 года, по делу Даниила Андреева, с которым дружил. Был приговорён 30 октября 1948 года к двадцати пяти годам лагерей с последующим поражением в правах на пять лет. Девять лет провёл в лагерях Инта-Печора и Абезь-Воркута — вместе с С. Д. Спасским, Н. Н. Пуниным, Л. П. Карсавиным. После освобождения 23 ноября 1956 года, вернулся в Москву продолжал преподавать на кафедре искусствознания МГУ. С 1957 года — член редколлегии журнала «Декоративное искусство СССР».
Кандидат искусствоведения (1944, диссертация «Северная резная кость (Холмогоры, Тобольск, Чукотка)»); доктор искусствоведения (1970, диссертация «Русское народное искусство XVIII—XIX вв.: художественная культура русской деревни»).
Умер 28 октября 1991 года в Москве. Похоронен на Хованском кладбище.

## Творчество
Писать стихи начал рано, но почти все его ранние стихотворения были утрачены при аресте в 1947 году. По словам одного из критиков, Анна Ахматова «причисляла Василенко к поэтам-неоакмеистам за ясность мысли и выражения, ощутимость красок и звуков, сдержанность интонации».
Много переводил, преимущественно с французского и английского, в том числе все 118 сонетов из книги «Трофеи» Ж.-М. Эредиа.

### Искусствоведение
- Искусство Мстёры. — М.; Л.: КОИЗ, 1934. — 104 с. (в соавт. с А. В. Бакушинским)
- Северная резная кость: (Холмогоры). — М.: Всекохудожник, 1936. — 142 с.
- Северная резная кость : (Холмогоры, Тобольск, Чукотия). — М.: КОИЗ, 1947. — 107 с.
- Искусство Хохломы. — М.: Советский художник, 1959. — 107 с.
- Русская народная резьба и роспись по дереву XVIII—XX вв. — М. : Изд-во Моск. ун-та, 1960. — 181 с.
- Народное искусство: Избранные труды о народном творчестве X—XX вв. / [Вступ. статья д-ра искусствоведения Г. К. Вагнера]. — М.: Советский художник, 1974. — 294 с. (Библиотека искусствознания)
- Рипсимэ Симонян: [Альбом]. — М.: Сов. художник, 1974. — 156 с.
- Русское прикладное искусство. Истоки и становление (I в. до н. э. — XIII в. н. э.). — М.: Искусство, 1977. — 464 с.
- Русское народное искусство: содержание, стиль, развитие. — М.: Российский гос. гуманитарный ун-т, 2011. — 169 с.
- Василенко В. М. Федоскинская живопись (лукутинская и федоскинская миниатюра XIX-XX вв.) // Архив наследия — 2011 / Сост. и науч. ред. В. И. Плужников. — М.: Институт наследия, 2012. — С. 251—264. — ISBN 978-5-86443-183-2.

### Поэзия
- Облака: Стихи. — М.: Советский писатель, 1983. — 151 с.
- Птица солнца: Стихотворения. — М.: Современник, 1986. — 216 с.
- Сонеты. — М.: Книга, 1989. — 79 с.
- Северные строки: Стихотворения. — М.: Советский писатель, 1991. — 158 с.
- Высокая чаша: Стихотворения. — М.: Новый Ключ, 2000. — 47 с. (Б-ка изд-ва «Новый Ключ»; Русская духовная поэзия. XX век)
- Миф: Стихотворения. — М.: Кругъ, 2011. — 239 с.
- Стихи о русских игрушках / [Сост. и послесл. Б. Романова]. — М.: Новый Ключ, 2002. — 95 с.